# 馬湖府
马湖府，明朝时设置的府。
漢牂牁郡內地也，有龍馬湖，因名。唐為羈縻州四，總名馬湖部。元朝称之为马湖路，属于叙南宣抚司。明朝洪武四年（1371年）冬，馬湖路總管安濟，遣其子安仁來歸附，设立为马湖府，土知府安氏，下辖一个县（屏山县）、領長官司四：曰泥溪長官司，曰平夷長官司，曰蠻夷長官司，曰沐川長官司。弘治八年，土知府安鰲有罪，巡按御史張鸞請治之，伏誅，遂改馬湖府為流官知府。弘治九年(1496年)改土歸流。雍正五年（1727年），废。轄今四川屏山，雷波、金陽，美姑、馬邊，沐川一帶。

## 延伸阅读
[在维基数据编辑]
 《欽定古今圖書集成·方輿彙編·職方典·馬湖府部》，出自陈梦雷《古今圖書集成》